# إلياس فرح
الدكتور الياس فرح، كاتب و مفكر سوري من مواليد مدينة جسر الشغور 1927، أكمل دراسته الثانوية في حلب. حصل على الشهادة الجامعية في الآداب من الجامعة السورية، و على اثرها امتهن التدريس في مدارس حلب لبضع سنوات حتى غادر إلى سويسرا لاتمام دراساته العليا حيث حصل على شهادة الدكتوراه في التربية و علم النفس من جامعة جنيف عام 1964 ليعود بعدها استاذا في جامعة دمشق.
عضو سابق في القيادة القومية لحزب البعث العربي الاشتراكي، و كان الدكتور فرح من المقربين من مؤسس البعث الراحل ميشيل عفلق. اضطر إلى مغادرة سورية بعد انقلاب 23 شباط عام 1966 الذي قام به الجناح العسكري المتمثل بصلاح جديد وحافظ الأسد والذي على إثره لوحقت قيادة حزب البعث الشرعية بالكامل. غادر إلى لبنان ولاحقا إلى العراق والذي بقي مقيما فيه حتى عام 2003. عاد الدكتور فرح إلى سورية بعد غياب قارب ال 35 عام واستقر في العاصمة دمشق ثم انتقل إلى دبي حيث وافته المنية في كانون الأول 2013 عن عمر 86 عاماً.
له الكثير من الكتب والمؤلفات تعتبر من مناهل القومية العربية وترجم الكثير من الكتب من اللغة الفرنسية إلى اللغة العربية كما تُرجمت العديد من مؤلفاته إلى لغات عدة ومنها كتاب: تطور الفكر الماركسي وتطوّر الإيديولوجية العربية الثورية وقراءة منهجية في كتاب في سبيل البعث.